# HMP Gartree
HMP Gartree (His Majesty’s Prison Gartree) – męskie więzienie kategorii B, zlokalizowane w angielskim mieście Market Harborough, w hrabstwie Leicestershire.
Więzienie zarządzane jest przez agencję rządową Jej Królewską Służbę Więzienną (Her Majesty’s Prison Service).
W czerwcu 2020 znajdowało się w nim 701 więźniów.

## Historia
Więzienie Gartree zostało utworzone w 1965 roku, w zachodniej części dawnej bazy Królewskich Sił Powietrznych RAF Market Harborough. Pierwotnie było ośrodkiem szkoleniowym kategorii C, ale jego status szybko zmieniono na więzienie o zaostrzonym rygorze.
HMP Gartree słynie z brawurowej ucieczki dwóch więźniów 10 grudnia 1987 roku. John Kendall i Sydney Draper zostali zabrani z dziedzińca więzienia przy pomocy uprowadzonego śmigłowca Bell 206 JetRanger. Kendall był szefem gangu odsiadującym 8-letni wyrok, podczas gdy Draper odsiadywał dożywocie za morderstwo. Była to jedyna ucieczka tego typu w Wielkiej Brytanii. Ucieczka wywołała wówczas duże kontrowersje i doprowadziła do zaostrzenia zabezpieczeń w więzieniu. Kendall został ponownie schwytany 10 dni później, natomiast Draper pozostał na wolności przez 13 miesięcy.
W 1992 roku Gartree zostało zdegradowane z kategorii A do więzienia szkoleniowego kategorii B. Od tego czasu liczba więźniów skazanych na dożywocie w placówce wzrosła, a w roku 1997 stała się ośrodkiem dla więźniów dotkniętych dożywotnimi wyrokami.

## Gartree dziś
Kompleks HMP Gartree obejmuje budynek główny i 7 skrzydeł. Ich podział wygląda następująco:
- skrzydła A, B, C i D są  +typowymi skrzydłami mieszkalnymi; są one częścią oryginalnej struktury z lat 60. XX wieku. Skrzydła A, B i C mają tylko pojedyncze cele. W skrzydle D są również podwójne;
- skrzydło G otwarte zostało 2005/2006 roku. Znajdują się tam dwie podwójne cele, a reszta to cele pojedzyncze;
- skrzydło H - przeznaczone jest dla starszych wiekowo więźniów oraz tych, którzy ukończyli programy o średniej i wysokiej intensywności dla więźniów z zaburzeniami osobowości ("Psychologically Informed Planned Environment");
- skrzydło I - przeznaczone jest dla 28 więźniów w 13 celach dwuosobowych i dwóch pojedynczych

Ponadto, społeczność terapeutyczna Gartree ("Gartree therapeutic community") przetrzymuje do 25 więźniów w pojedynczych celach. Część oznaczona TC+ przeznaczona jest dla więźniów mniej sprawnych intelektualnie lub o niskim IQ, którzy wymagają dodatkowej pomocy. Znajduje się tam 12 pojedynczych cel.
Podczas inspekcji w 2017 roku zaznaczono, że 641 (91%) więźniów odbywało karę dożywotniego więzienia, podczas gdy pozostałych 63 znajdowało się tam bez określonej długości kary (dla ochrony społeczeństwa). 90% więźniów zostało ocenionych jako osoby o wysokim ryzyku skrzywdzenia innych.
Piosenkarka Sam Bailey, zwyciężczyni dziesiątej edycji programu X-Factor, w 2013 roku pracowała w HMP Gartree jako strażniczka przez 3 lata.

## Znani byli więźniowie
- Ian Brady – seryjny morderca, wraz z Myrą Hindley zamordował pięcioro dzieci w wieku 10 do 17 lat;
- Charles Bronson – często określany przez prasę jako "najbardziej brutalny więzień w Wielkiej Brytanii[5];
- Gerry Conlon – niesłusznie oskarżony o udział w zamachu bombowym IRA na dwa puby w Guildford[6][7];
- Antoni Sawoniuk – białoruski kolaborant nazistowski uznany za winnego zbrodni wojennych[8];
- Fred West – seryjny morderca, częściowo z pomocą żony zabił 12 dziewcząt;
- Profesor Hugh Hambleton – naukowiec, specjalista NATO, oficer kanadyjskiego wywiadu i szpieg KGB.